# دانشگاه پانتئون-آسا
دانشگاه پاریس ۲ یا پانتئون-آسا (به فرانسوی: Université Panthéon-Assas Paris II) یکی از شعب سیزده‌گانه دانشگاه پاریس محسوب می‌شود.
عمده دانشجویان این واحد، دانشجوی رشته حقوق هستند؛ اما علاوه بر حقوق رشته‌های مدیریت بازرگانی، اقتصاد، مدیریت، علوم اجتماعی و علوم سیاسی نیز در این واحد دانشگاهی آموزش داده می‌شود.
واحد مرکزی این دانشگاه در محله لاتن پاریس قرار دارد.وزارت علوم این دانشگاه را به عنوان دانشگاه ممتاز ارزیابی نموده است.